# 橢圓蟬蟹
橢圓蟬蟹（学名：Hippa ovalis）为蟬蟹科蟬蟹屬下的一个种。